# Wendy Hoopes
Wendy Hoopes (* 4. November 1972 in Kuala Lumpur, Malaysia) ist eine US-amerikanische Schauspielerin.

## Leben und Karriere
Wendy Hoopes wurde in Kuala Lumpur, der Hauptstadt Malaysias, geboren. Nach ihrem Schulabschluss besuchte sie die Tisch School of the Arts in New York, die sie mit dem Bachelor of Fine Arts abschloss. Eine ihrer ersten Schauspielrollen stellte die Verkörperung der Figur Bee Bee aus dem Stück Suburbia von Eric Bogosian, welches am Theater Lincoln Street in Connecticut aufgeführt wurde, dar. Ihre erste Rolle vor der Kamera übernahm sie 1996 bei einem Gastauftritt in der Pilotepisode der Serie Swift Justice. Ab 1997 lieh sie in der Zeichentrickserie Daria den Figuren Jane Lane, Quinn und Helen Barksdale Morgendorffer bis 2001 die Stimme. Während dieser Zeit trat sie unter anderem in den Serien New York Undercover, Sex and the City und Third Watch – Einsatz am Limit in Gastrollen auf. 1997 war sie in der Filmbiografie Private Parts al Elysie in einer kleinen Rolle zu sehen. 
Nach dem Ende ihres Engagements bei der Serie Daria, folgten zahlreiche Auftritte in Serien wie Criminal Intent – Verbrechen im Visier, Hey Joel, The Jury, Für alle Fälle Amy, Law & Order, Criminal Minds, Grey’s Anatomy, Good Wife, Private Practice, Nurse Jackie, The Following, Blindspot, Blue Bloods – Crime Scene New York und Abby Hatcher. Von 2004 bis 2005 spielte Hoopes als Betty eine der Hauptrollen der kurzlebigen Dramaserie LAX. Im folgenden Jahr war sie als Fiona Cork in einer kleinen Rolle in der Serie Brotherhood zu sehen. 2011 war sie als Bethany in der Filmkomödie Bad Sitter zu sehen. 2014 trat sie in der Rolle einer Ärztin im Marvel-Film The Return of the First Avenger zu sehen.
Neben ihrer Tätigkeit vor der Kamera, leiht sie auch hin und wieder Figuren aus Videospielen ihre Stimme. So sprach sie unter anderem in den Spielen Max Payne 2: The Fall of Max Payne und Max Payne 3 die Figur Mona Sax. Seit Beginn ihrer Karriere steht sie zudem regelmäßig für Theaterproduktionen auf der Bühne.

## Filmografie (Auswahl)
- 1996: Swift Justice (Fernsehserie, Episode 1x01)
- 1996: New York Undercover (Fernsehserie, Episode 3x10)
- 1997–2001: Daria (Fernsehserie, 65 Episoden, Stimme)
- 1997: Private Parts
- 1998: Better Living
- 1999: Sex and the City (Fernsehserie, Episode 2x04)
- 2000: 101 Ways (The Things a Girl Will Do to Keep Her Volvo)
- 2000: Calling Bobcat
- 2000: Third Watch – Einsatz am Limit (Third Watch, Fernsehserie, Episode 2x02)
- 2000: Killing Cinderella
- 2002: Daria (Fernsehfilm, Stimme)
- 2003: Criminal Intent – Verbrechen im Visier (Criminal Intent, Fernsehserie, Episode 2x17)
- 2003: Hey Joel (Fernsehserie, 2 Episoden, Stimme)
- 2004: The Jury (Fernsehserie, Episode 1x08)
- 2004–2005: LAX (Fernsehserie, 13 Episoden)
- 2005: Für alle Fälle Amy (Judging Amy, Fernsehserie, Episode 6x18)
- 2005: Law & Order (Fernsehserie, Episode 16x01)
- 2006: Brotherhood (Fernsehserie, 4 Episoden)
- 2008: Criminal Minds (Fernsehserie, Episode 3x17)
- 2009: Grey’s Anatomy (Fernsehserie, Episode 5x17)
- 2011: Good Wife (The Good Wife, Fernsehserie, Episode 2x19)
- 2011: Private Practice (Fernsehserie, Episode 4x21)
- 2011: Bad Sitter (The Sitter)
- 2012: Nurse Jackie (Fernsehserie, Episode 4x03)
- 2014: Elementary (Fernsehserie, Episode 2x13)
- 2014: The Following (Fernsehserie, Episode 2x05)
- 2014: The Return of the First Avenger (Captain America: The Winter Soldier)
- 2017: Blindspot (Fernsehserie, Episode 3x04)
- 2018: Blue Bloods – Crime Scene New York (Fernsehserie, Episode 8x19)
- 2019: Abby Hatcher (Fernsehserie, Episode 1x02, Stimme)
- 2024: Blue Bloods – Crime Scene New York (Fernsehserie, Episode 14x14)